# Diócesis del Ponto
La diócesis del Ponto (en latín: Dioecesis Pontica, en griego: Διοίκησις Πόντου/Ποντικής: Διοίκησις Πόντου/Ποντικής) fue una diócesis del imperio Romano tardío que abarcaba las provincias del norte y oriente de  Asia Menor hasta la frontera con el imperio sasánida en Armenia.
La diócesis fue establecida después de las reformas de Diocleciano, y su vicarius, se emcontraba en Amaseia, subordinado al prefecto del pretorio de Orienter. Sus fuerzas militares, frente a la amenaza sasánida, eran mandadas por el dux Ponti et Armeniae hasta mediados del siglo V cuando pasaron a tener dos duces diferentes.
La diócesis incluyó 12 provincias: Bithynia, Honorias, Paphlagonia, Helenopontus, Pontus Polemoniacus, Galatia I, Galatia II (Salutaris), Cappadocia I y Cappadocia II, Armenia I, Armenia II, Armenia Maior y los principados autónomos armenios (Satrapiae) en el área de Sophene. En la orilla noreste del Mar Negro, las ciudades de Nitike, Pitiyus, y Dioscurias fueron parte de la diócesis hasta el siglo VII. 
Justiniano I creó un nuevo magister militum per Armeniam para la frontera armenia. Las reformas de Justiniano también abolieron la diócesis en 535, y su vicario fue reconvertido en gobernador de Galacia I. En 536, se añadieron las provincias de Armenia III y Armenia IV. Los resultados de dicha reforma no fueron satisfactorios, siendo la diócesis restablecida en 548 hasta su reemplazo por los themata de Armeniakon y Opsikion a finales del siglo VII.